# Limnophora pallitarsis
Limnophora pallitarsis este o specie de muște din genul Limnophora, familia Muscidae, descrisă de Stein în anul 1903.
Este endemică în Egipt. Conform Catalogue of Life specia Limnophora pallitarsis nu are subspecii cunoscute.